# Village Roadshow Pictures
Village Roadshow Pictures – amerykańska wytwórnia filmowa współfinansująca głównie hollywoodzkie filmy, powstała w 1989 roku przez Grega Coote’a, będąca oddziałem Village Roadshow Entertainment Group (VREG).
Od momentu powstania firmy, wyprodukowała ponad 100 filmów jako koprodukcje z Warner Bros., w tym m.in. Matrix, Matrix Reaktywacja, Matrix Rewolucje, Sherlock Holmes, Sherlock Holmes: Gra cieni, Happy Feet: Tupot małych stóp, Happy Feet: Tupot małych stóp 2, Ocean’s Eleven: Ryzykowna gra, Ocean’s Twelve: Dogrywka, Ocean’s Thirteen, Lego: Przygoda i Joker.
Filmy w bibliotece wytwórni osiągnęły 34 pierwsze miejsca sprzedaży kasowej w USA i otrzymały pięćdziesiąt nominacji do Oscara, dziewiętnaście Oscarów i sześć Złotych Globów.
Wytwórnia samodzielnie dystrybuuje swoją rozrywkę filmową za pośrednictwem podmiotów stowarzyszonych w kilku terytoriach na całym świecie, w tym w Australii, Nowej Zelandii i Singapurze (za pośrednictwem Golden Village). JPMorgan Chase i Rabobank International zapewniają pewne fundusze na planszę filmową Village Roadshow z Warner Bros. Pictures. Wytwórnia miała dodatkową pomoc finansową w Sony Pictures, która zakończyła się w 2016 roku.

## Historia
Village Roadshow Pictures powstała w 1989 roku przez Grega Coote’a.
W 2012 Warner Bros. i Village Roadshow Pictures przedłużyły umowę o współfinansowanie pierwszego spojrzenia do 2017 roku. 
W maju 2014 VRPG zawarło umowę dotyczącą dodatkowego współfinansowania produkcji z Sony Pictures Entertainment, która rozpoczęła się wydaniem filmów Bez litości i Annie. Drugie porozumienie zostało zawarte ze względu na dużą ilość dostępnego kapitału.
W 2015 VREG, spółka holdingowa Village Roadshow Pictures i Village Roadshow Television, została dokapitalizowana inwestycją o wartości 480 milionów dolarów, która obejmowała fundusze od Falcon Investment Advisors i Vine Alternative Investments.
Falcon Investment Advisors i Vine Alternative Investments dodały dodatkowy kapitał w kwietniu 2017, aby przejąć pakiet kontrolny w korporacji. Miało to na celu sfinansowanie nowego planu strategicznego dla rozszerzonej listy filmów oraz dodanie produkcji programów telewizyjnych i innych form treści.